# Bitung Sari
Bitung Sari is een bestuurslaag in het regentschap Bogor van de provincie West-Java, Indonesië. Bitung Sari telt 6984 inwoners (volkstelling 2010).